# GENESIS (EXITのアルバム)
『GENESIS』（ジェネシス）は、2021年9月15日に発売された日本の音楽ユニットでありお笑いコンビのEXITのEPである。

## 背景
お笑いコンビであるEXITは2018年より音楽作品を発表するなど音楽活動を並行して行なっており、アルバムとしては初のリリースとなる。お笑い芸人を始めた時から音楽活動については思い描いていたとメンバーのりんたろー。は語っており、お笑いをやりつつ、音楽でも大きいステージでパフォーマンスしたかったという。

## 制作
本作は全体的なコンセプトを決めていなかったこともあり、様々なサウンドの楽曲が集まったという。全曲の作詞にはEXITのメンバー2人が関わっており、作詞家の提供した歌詞に対しメンバーが意見し、レコーディング中も含め変更を行ったものが多い。収録曲の「バナナナナバ」はEXIT単独で作詞が行われた。
2曲目の「SUPER STAR」にはコーラスで2020年の年末の番組で共演して以来親交のあるMISIAが参加している。これはMISIA側からの提案により参加が決まったものである。
3曲目の「WHAT COLOR?」には客演で明石家さんまが参加している。この曲は“色”をテーマに制作されており、過去にブラックデビルというキャラクターをやっていた明石家さんまと結び合わせ、EXITのオファーにより実現したものである。
「なぁ人類」がSony Musicからのアーティストデビュー作としてアルバム発売前にデジタル・シングルとして配信リリースされており、その後「SUPER STAR」も先行配信されている。

## 仕様・アートワーク
『GENESIS』は初回生産限定盤と通常盤の2形態で発売された。ジャケット写真及び初回生産限定盤に付属するフォトブックの撮影はカメラマンのレスリー・キーが担当した。

## ミュージック・ビデオ
収録曲の「なぁ人類」と「SUPER STAR」のミュージック・ビデオが制作されている。「なぁ人類」のミュージック・ビデオは東京都内のスタジオで日本初で当時最新の3DCGの技術を駆使し撮影され、3D撮影用の特殊なカメラを使用した。「SUPER STAR」の撮影は特殊なカメラでEXITのメンバー2人を360度スキャンしアバターを作り、そのアバターを映像内で動かすという編集方法で行われ、撮影に要した時間は3分ほどであった。

## プロモーション
2021年8月20日に放送されたテレビ朝日系『ミュージックステーション SUMMER FES』に出演し、「SUPER STAR」を披露した。この際に、EXITと親交のあるCreepy NutsのDJ松永もサプライズ出演し、参加している。

## 記録
リリース後、iTunesの総合アルバムチャートでは1位を記録した。

## 収録曲
| #         | タイトル                            | 作詞           | 作曲                                                         | 編曲           | 時間  |
| --------- | ----------------------------------- | -------------- | ------------------------------------------------------------ | -------------- | ----- |
| 1.        | 「なぁ人類」                        | 桑原静香, EXIT | Funk Uchino, Victor Sagfors                                  | Victor Sagfors | 3:44  |
| 2.        | 「SUPER STAR」                      | 桑原静香, EXIT | Marks Bogelund, Gabriel Brandes, Kevin Charge, Hide Nakamura | Kevin Charge   | 3:56  |
| 3.        | 「WHAT COLOR? (feat.明石家さんま)」 | Kristi, EXIT   | Ricky Hanley, Rob Derbyshire, Mayu Wakisaka                  | Rob Derbyshire | 2:54  |
| 4.        | 「PEN PEN PEN」                     | 桑原静香, EXIT | Kevin Charge, Funk Uchino                                    | Kevin Charge   | 3:43  |
| 5.        | 「バナナナナバ」                    | EXIT           | Ricky Hanley, Christie Prentice, Kevin Charge                | Kevin Charge   | 3:26  |
| 6.        | 「ONE CHANCE」                      | SHiLL, EXIT    | David Flynn, Jonny Amos                                      | Jonny Amos     | 3:34  |
| 7.        | 「サヨナラ DAY DREAM」              | 川田琢, EXIT   | youth case, SAMDELL                                          | SAMDELL        | 4:12  |
| 合計時間: | 合計時間:                           | 合計時間:      | 合計時間:                                                    | 合計時間:      | 25:29 |

## チャート
| チャート                                | 最高順位 | 出典          |
| --------------------------------------- | -------- | ------------- |
| オリコン 週間アルバムランキング         | 8        | [ 12 ] [ 13 ] |
| オリコン 週間デジタルアルバムランキング | 9        | [ 14 ]        |
| オリコン 合算アルバムランキング         | 8        | [ 15 ]        |
| Billboard Japan Hot Albums              | 6        | [ 16 ]        |
| Billboard Japan Top Albums Sales        | 7        | [ 17 ]        |
| Billboard Japan Download Albums         | 7        | [ 18 ]        |